# XXL (magazine)
 (octobre 2015).
Si vous disposez d'ouvrages ou d'articles de référence ou si vous connaissez des sites web de qualité traitant du thème abordé ici, merci de compléter l'article en donnant les références utiles à sa vérifiabilité et en les liant à la section « Notes et références ».
XXL est un magazine de hip-hop américain, fondé en 1997 par d'anciens journalistes du magazine The Source et devenu une référence en la matière. Le magazine compte parmi ses anciens rédacteurs en chef Reginald C. Dennis, Sheena Lester, Elliott Wilson et Datwon Thomas.

## Historique
Le premier numéro de XXL  paraît en août 1997, édité par le groupe américain Harris Publications. Les rappeurs Jay-Z et Master P figurent alors en première de couverture.
En décembre 2006, le titre reprend le magazine de Hip-Hop Scratch (également détenu par Harris Publications) et le renomme XXL Presents Scratch Magazine. Néanmoins, les ventes du magazine s'écroulent en septembre 2007, moins d'un an après la reprise. Hip-Hop Soul, Eye Candy Shade45 ont eux aussi été repris par XXL. Le magazine réalise des projets spéciaux tels que des programmes de concert, des mixtapes et des DVD qui contribuent à la fidélisation des lecteurs. Il possède son propre site web qui fournit quotidiennement des actualités concernant le monde du Hip-Hop.
En 2013, le magazine organise pour la première fois sa propre cérémonie de récompenses pour les meilleurs artistes Hip-Hop, le Top 5 étant sélectionné par le public et les nommés choisis par les rédacteurs du magazine.

## Numéros spéciaux
- En août 2005, le magazine s'associe avec Eminem pour réaliser un numéro spécial afin de promouvoir la station de radio Shade 45 ainsi que Shade Records et les artistes G-Unit Records.
- En septembre 2006, le magazine réalise un DVD de 90 minutes intitulé XXL DVD Magazine Vol. 1 contenant des interviews exclusives de pointures du rap américain dont 50 Cent, Ice Cube, Fat Joe, Paul Wall, et Mike Jones.
- En novembre 2008, le magazine réalise XXL Raps Volume 1, un CD contenant des chansons de 50 Cent, G-Unit, Common,Jim Jones, et Fabolous.
- En août 2013, le magazine réalise son cent-cinquantième numéro, tout en célébrant son seizième anniversaire. À cette occasion le magazine fait poser en solo des artistes sur la couverture, en l’occurrence Drake ainsi que des rappeurs comme Kendrick Lamar et B.o.B.

## Freshman Class
Le magazine sort annuellement une liste des 10 rappeurs à suivre. On peut alors voir chacun de ces artistes inconnus du grand public mais qui commencent à être réputés poser sur la couverture du magazine. La liste a créé le buzz dès sa première année en faisant goûter à des artistes leurs premières heures de gloire. Certains artistes ont néanmoins décliné l'invitation du magazine à y figurer: Nicki Minaj, Drake, Vado, A$AP Rocky, Young Thug, Tory Lanez, Post Malone, ou plus récemment Ice Spice.
| Année | Freshmen |
| ----- | --- |
| 2008  | Crooked I, Gorilla Zoe, Joell Ortiz, Lil Boosie, Lupe Fiasco, Papoose, Plies, Rich Boy (en), Saigon, Young Dro                                                                                   |
| 2009  | Ace Hood, Asher Roth, B.o.B, Blu, Charles Hamilton (en), Cory Gunz, Curren$y, Kid Cudi, Mickey Factz (en), Wale                                                                                  |
| 2010  | Big Sean, Donnis (en), Fashawn (en), Freddie Gibbs, J. Cole, Jay Rock, Nipsey Hussle, OJ da Juiceman, Pill (en), Wiz Khalifa                                                                     |
| 2011  | Big K.R.I.T., Cyhi the Prynce, Diggy Simmons, Fred the Godson, Kendrick Lamar, Lil B, Lil Twist, Mac Miller, Meek Mill, Yelawolf, YG                                                             |
| 2012  | Danny Brown, Don Trip, French Montana, Future, Kid Ink, Hopsin, Iggy Azalea, Macklemore, Machine Gun Kelly, Roscoe Dash (en)                                                                     |
| 2013  | Ab-Soul, Action Bronson, Angel Haze, Chief Keef, Dizzy Wright, Joey Bada$$, Kirko Bangz (en), Logic, ScHoolboy Q, Travis Scott, Trinidad James                                                   |
| 2014  | August Alsina, Chance The Rapper, Isaiah Rashad, Jarren Benton, Jon Connor, Kevin Gates, Lil Bibby, Lil Durk, Rich Homie Quan, Troy Ave (en), Ty Dolla $ign, Vic Mensa                           |
| 2015  | DeJ Loaf, Fetty Wap, GoldLink, K Camp, Kidd Kidd (en), OG Maco (en), Raury (en), Shy Glizzy, Tink (en), Vince Staples                                                                            |
| 2016  | 21 Savage, Anderson .Paak, Dave East, Denzel Curry, Desiigner, G Herbo, Kodak Black, Lil Dicky, Lil Uzi Vert, Lil Yachty                                                                         |
| 2017  | A Boogie wit da Hoodie, Aminé, Kamaiyah, Kap G (en), Kyle, MadeinTYO, Playboi Carti, PnB Rock, Ugly God (en), XXXTentacion                                                                       |
| 2018  | BlocBoy JB, J.I.D, Lil Pump, Ski Mask the Slump God, Smokepurpp, Stefflon Don, Trippie Redd, Wifisfuneral (en), YBN Nahmir                                                                       |
| 2019  | Blueface, Comethazine, DaBaby, Gunna, Lil Mosey, Megan Thee Stallion, Rico Nasty, Roddy Ricch, Tierra Whack, YBN Cordae, YK Osiris                                                               |
| 2020  | 24kGoldn, Baby Keem, Calboy (en), Chika (en), Fivio Foreign, Jack Harlow, Lil Keed, Lil Tjay, Mulatto, NLE Choppa, Polo G, Rod Wave                                                              |
| 2021  | 42 Dugg (en), Blxst (en), Coi Leray, DDG (en), Flo Milli (en), Iann Dior (en), Lakeyah (en), Morray, Pooh Shiesty, Rubi Rose, Toosii (en)                                                        |
| 2022  | Babyface Ray (en), BabyTron, BIG30 (en), Big Scarr, Cochise (en), Doechii, Kali (en), KayCyy (en), KenTheMan (en), Nardo Wick, Saucy Santana (en), SoFaygo                                       |
| 2023  | 2Rare (en), Central Cee, DC the Don (en), Finesse2tymes (en), Fridayy (en), GloRilla, Lola Brooke (en), Luh Tyler (en), Real Boston Richey (en), Rob49 (en), SleazyWorld Go (en), TiaCorine (en) |
| 2024  | 4Batz, BigXthaPlug (en), BossMan Dlow (en), Cash Cobain (en), Hunxho (en), Lay Bankz (en), Maiya the Don (en), Rich Amiri (en), ScarLip (en), Skilla Baby (en), That Mexican OT (en)             |
| 2025  | 1900Rugrat (en), BabyChiefDoIt, EBK Jaaybo (en), Eem Triplin (en), G3 GELO, Ian (en), Lazer Dim 700 (en), Loe Shimmy (en), Nino Paid (en), Ray Vaughn (en), Samara Cyn (en), YTB Fatt (en)       |